# Herbert Giles
Lionel Giles (Oxford, 1845. december 8. – Cambridge, 1935. február 13.) kínai neve pinjin hangsúlyjelekkel: Dí Lǐsī; magyar népszerű: Ti Li-sze; kínaiul: 翟理斯) brit diplomata, sinológus. A szintén sinológus Lionel Giles apja.

## Élete, munkássága
Herbert Giles az anglikán lelkész John Allen Giles (1808–1884) negyedik fiaként született 1845-ben. Miuátn végzett a Charterhouse Schoolban, diplomata szolgálatra rendelték, amely során több évet töltött Kínában. Hat gyermeke született, akik közül Lionel szintén sinológus lett.
1895-ben, Sir Thomas Francis Wade (1818–1895) halálát követően Herbert Giles lett a Cambridge-i Egyetem második kínai tanszékvezető professzora. Ebben az időben Cambridge-ben rajta kívül nem volt más sinológus, így megtehette. hogy szinte csapongó érdeklődéssel tanulmányozta és fordította a klasszikus kínai irodalom alkotásait (Tao-tö-king, Csuang-ce, Beszélgetések és mondások, Pu Szung-ling elbeszélései stb.). E mellett egy, a korában legkiválóbb kínai–angol szótárt is összeállított (1892).
1898-ban a Chinese Biographical Dictionary művéért Stanislas Julien-díjjal jutalmazták. 1911-ben a kínai–angol szótárának második, bővített kiadásáért ismét kiérdemelte a díjat. Nevéhez fűződik a kínai nyelv Wade–Giles-féle latin betűs átírási rendszerének kidolgozása, amelynek alapjait Thomas Wade fektette le.
Lelkes agnosztikus és szabadkőműves volt. 1932-ben vonult nyugdíjba, és három évvel később, 1935-ben, majdnem 90 éves korában hunyt el.

## Főbb művei
- Giles, Herbert Allen. Chinese Without a Teacher. A.H. de Carvalho (1872)
- Giles, Herbert Allen. A Dictionary of Colloquial Idioms in the Mandarin Dialect. A.H. De Carvalho (1873)
- Giles, Herbert Allen. Synoptical Studies in the Chinese Character. Kelly & Company (1874)
- Giles, Herbert Allen. Chinese Sketches [archivált változat]. Trübner & Company (1876) [archiválás ideje: 2006. március 28.]
- Giles, Herbert Allen. Handbook of the Swatow Dialect: With a Vocabulary. [Published with the assistance of the Straits' Government] (1877)
- Giles, Herbert Allen. From Swatow to Canton: (overland). Trübner (1877)
- Giles, Herbert Allen. A glossary of reference, on subjects connected with the Far east (1878)
- Giles, Herbert Allen. On Some Translations and Mistranslations in Dr. Williams' Syllabic Dictionary of the Chinese Language. A.A. Marçal (1879)
- Giles, Herbert Allen. A Chinese-English Dictionary. B. Quaritch (1892)
- Giles, Herbert Allen. A Chinese Biographical Dictionary. B. Quaritch (1892) Volumes 1-2
- Giles, Herbert Allen. Chinese Poetry in English Verse (1898)
- Wade, Thomas Francis. A catalog of the Wade collection of Chinese and Manchu books in the library of the University of Cambridge, Compiled by	Herbert Allen Giles, University Press (1898). Hozzáférés ideje: 2014. április 24.
- Giles, Herbert Allen. History of Chinese Literature (1901)
- Giles, Herbert Allen. Chinese Without a Teacher: Being a Collection of Easy and Useful Sentences in the Mandarin Dialect, with a Vocabulary. Kelly & Walsh, limited (1901)
- Giles, Herbert Allen. China and the Chinese. Columbia University Press, The Macmillan compay agents (1902)
- Progressive Exercises in the Chinese Written Language. Kelly & Walsh, limited (1902)
- The never-ending wrong: and other renderings of the Chinese from the prose translations of Herbert A. Giles. Grant Richards (1902)
- Giles, Herbert Allen. An Introduction to the History of Chinese Pictorial Art. Keloy & Walsh, ld. (1905)
- Giles, Herbert Allen. Chinese Fairy Tales (1911)
- Giles, Herbert Allen. The Civilization of China (1911)
- Giles, Herbert Allen. China and the Manchus. The University Press (1912)
- "China" in History of the Nations (1913)
- Confucianism and Its Rivals (1915)
- How to Begin Chinese:  The Hundred Best Characters (1919)
- The Second Hundred Best Characters (1922)
- Revision of Bullock's Progressive Exercises (1922)
- Chuang Tzǔ: Mystic, Moralist, and Social Reformer (1926, Shanghai)
- The Chinese and Their Food (Zhonghua Fanshi) (1947, Shanghai) (posthumous)
- "The Memoirs of H.A. Giles,"  East Asian History 13 (1997): 1–90. Dated 1925

## Magyarul
- Kínai tündérregék; ford. Zoltán Vilmos; Tevan, Békéscsaba, 1912 (Tevan-könyvtár)